# Sacriston
Sacriston è un paese della contea di Durham, in Inghilterra, situato a circa 5 kilometri a nord della città di Durham.
Anche se l'area risulta popolata dall'età del bronzo, i primi insediamenti conosciuti risalgono al XIII secolo con il nome Sacristan's Heugh. Secondo alcune vecchie mappe, la zona era conosciuta come "Segerston Heugh" e attualmente la gente del luogo la chiama "Segga". La fattoria e la casa padronale lì presenti erano un tempo residenza del Sacrestano, un monaco che aveva l'incarico di sacrestano nella Cattedrale di Durham. Il compito del sacrestano era provvedere a tutto ciò che fosse necessario alla Cattedrale: pane e vino, vestiario ecc; era anche la persona responsabile delle riparazioni della Cattedrale. I fondi necessari a coprire le spese erano dati dalla fattoria sita proprio a Sacristan's Heugh, che fu demolita subito dopo la seconda guerra mondiale.

## Storia mineraria
La miniera di carbone di Sacriston fu aperta nel 1838 e alla fine del '900 la cava dava lavoro a 600 persone, con una produzione media di 1.000 tonnellate di carbone al giorno.

### Il disastro del 1903
Il 16 novembre 1903, l'acqua inondò il filone della miniera soprannominato Busty, uccidendo due minatori: John Whittaker e Thomas McCormick. Subito dopo l'incidente, i soccorritori si imbatterono in un altro minatore ('Richardson') che fu trovato dentro il suo carrello dopo che era rimasto bloccato per oltre 90 ore: l'incredibile ritrovamento fece il giro del mondo.
Anni dopo, i minatori trovarono lo scheletro di uno dei pony della cava che morì durante l'incidente e un carrello pieno di carbone che ancora portava il nome dei due minatori trovati morti.

### L'incidente del 1940
Il 4 dicembre 1940, il crollo di una parete rocciosa causò 5 vittime, i cui nomi ed età erano:
Joseph Welsh, 45 anni
George W. Scott, 37 anni
William Richardson, 54 anni
William Smith, 35 anni
John William Britton, 47 anni

### Declino
A causa dell'esaurimento dei filoni di carbone, nel 1975 venivano prodotte soltanto 1.500 tonnellate di carbone di buona qualità. L'ultima produzione è datata 15 novembre 1985: la chiusura della miniera arrivò qualche settimana dopo, esattamente il 28 dicembre 1985.
Come in molte altre zone minerarie, la chiusura della cava portò un'elevata disoccupazione e i conseguenti problemi sociali. La città precipitò nelle classifiche relative alla qualità della vita e al benestare dei suoi abitanti.
Rimangono alcuni resti della miniera, anche se l'area in cui sorgeva la zona mineraria è stata bonificata e trasformata in bosco.

## Oggi
Oltre 20 anni dopo la chiusura della miniera, nella cittadina è rimasto un forte senso di appartenenza alla comunità.
Nel villaggio sono ancora presenti ufficio postale, sede bancaria, diversi pub e club privati nonché altri negozi e supermarket ereditati dagli anni passati e solitamente assenti in un agglomerato urbano di ridotte dimensioni come Sacriston ai tempi attuali.
Sono inoltre presenti sia scuole elementari che superiori; è presente anche un ospedale di recente costruzione che fu inaugurato da Bobby Robson nel 2008.